# Roberto García (futbolista argentino)
Roberto Oscar García (n. Quilmes, Buenos Aires, Argentina, 13 de noviembre de 1969) es un exfutbolista argentino, que jugó como mediocampista. Militó en diversos clubes de Argentina, Paraguay, Bolivia, Austria e Israel. Debutó profesionalmente en San Lorenzo en 1989.

## Clubes
| Club                   | País      | Año       |
| ---------------------- | --------- | --------- |
| San Lorenzo            | Argentina | 1989-1992 |
| FC Tirol Innsbruck     | Austria   | 1992      |
| San Lorenzo            | Argentina | 1993-1994 |
| C. Real Potosí         | Bolivia   | 1994-1995 |
| Colón de Santa Fe      | Argentina | 1995-1996 |
| Maccabi Haifa          | Israel    | 1996-1997 |
| Belgrano de Córdoba    | Argentina | 1997-1998 |
| Olimpia                | Paraguay  | 1998-2000 |
| Platense               | Argentina | 2000-2002 |
| San Martín de San Juan | Argentina | 2002      |
| Blooming               | Bolivia   | 2003-2004 |